# Jānis Blūms
Jānis Blūms (* 20. April 1982 in Saldus) ist ein lettischer Basketballspieler. In der Spielzeit 2014/15 stand Blūms beim griechischen Verein Panathinaikos Athen unter Vertrag.

## Profi
Die erste Station für Blūms war der BK Brocēni. Nach dem Bankrott des Vereins wechselte er mit den meisten Spielern zum Nachfolgeverein BK Skonto. Nach einer Saison in Polen 2003/04 bei Anwil Włocławek ging Blūms zurück nach Lettland zu BK Ventspils. Mit Ventspils wurde er zwei Mal in Folge lettischer Meister und erreichte 2005 das Halbfinale des ULEB-Cups. In der Saison 2006/07 spielte Blūms in Litauen für Lietuvos rytas. Mit Rytas gewann er die Baltic League und erreichte das Finale des ULEB-Cups, das gegen Real Madrid mit 75:87 verloren wurde. Nach einem Jahr in Italien wechselte Blūms zu Beginn der Saison 2008/09 nach Spanien zu Bilbao Basket. Mit Bilbao erreichte er in der Saison 2010/11 den zweiten Platz der spanischen Meisterschaft und wurde dabei in allen Saisonspielen für Bilbao eingesetzt. Nach vier Jahren in Spanien kehrte er für die Saison 2012/13 nach Litauen zu Lietuvos rytas zurück. Zu Beginn der Saison 2013/14 unterschrieb er einen Vertrag bei BK Astana in Kasachstan. Er wurde 2014 kasachischer Double-Gewinner und bester lettischer Spieler der VTB-UL.

## Nationalmannschaft
Bereits seit 1999 spielte Jānis Blūms für verschiedene Junioren-Nationalteams Lettlands. Er wurde 2002 zum ersten Mal in die lettische Basketballnationalmannschaft berufen. Die Europameisterschaft 2005 war sein erstes großes Turnier bei den Erwachsenen. Nach diesem Turnier war er mehrmals Teilnehmer einer Basketball-EM, nämlich 2007, 2009, 2011, 2013. Dabei war der 11. Platz bei der EM 2013 das beste mit Lettland erreichte Ergebnis.

## Auszeichnungen und Erfolge
- Lettischer Meister 2005, 2006
- Sieger der Baltic League 2007
- Kasachischer Meister und Pokalsieger 2014
- Griechischer Pokalsieger: 2015
- All-Star Game Lettland 2003
- All-Star Game Baltic-League 2006
- All-Star Game Litauen 2013
- Bester lettischer Spieler der VTB-UL 2013/14